# Harchoun
Harchoun est une commune de la wilaya de Chlef en Algérie, située au sud-est de Chlef. Elle est située au pied de l'Ouarsenis sur l'Oued Harchoune, au sud de Oued Fodda.

## Géographie

### Situation
Harchoun est une ville algérienne, située dans le daïra d'El Karimia et la wilaya de Chlef. Elle se trouve à mi-chemin entre Oued Fodda et El Karimia, facilement accessible depuis l'autoroute Est-Ouest.
La ville compte 17 873 habitants depuis le dernier recensement de la population (RGPH2008). Entourée par Beni Bouateb, Oued Fodda et Sendjas, Harchoun est située à 7,5 km au sud-ouest d'El Karimia, la grande ville voisine. 
Elle est Située à 212 mètres d'altitude.

### Climat
Le climat de Harchoun est dit tempéré chaud. En hiver, les pluies sont bien plus importantes à Harchoun qu'elles ne le sont en été. D'après Köppen et Geiger, le climat y est classé Csa. En moyenne la température à Harchoun est de 18.1 °C. Chaque année, les précipitations sont en moyenne de 425 mm

### Transports
L'Aéroport le plus proche est situé à 30 km de Harchoun. Pour les autres types de transports des lignes de bus, taxis desservent la commune ainsi qui est relie aussi au transport ferroviaire à partir des gares de  Chlef et de Oued Fodda.